# Bektaş Demirel
Bektaş Demirel rodným jménem Visita Asanov (* 8. února 1976) je bývalý sovětský, ruský a turecký zápasník–judista čečenské národnosti. Turecko reprezentoval od roku 1994.

## Sportovní kariéra
V roce 1991 zvítězil na prestižním Evropském olympijském festivalu mládeže jako 17letý Visita Asanov, člen groznyjského klubu Lokomotiv vedený Felixem Kucelem. V závěru roku 1994 získal titul juniorského mistra Evropy jako 18letý Bektaş Demirel. Do Turecka ho přivedl čečenský trenér Leva Sultanov, který pracoval v Istanbulu. V rámci urychlení získání tureckého občanství podstoupil změnu jména. V turecké seniorské reprezentaci startoval od roku 1995 v pololehké váze do 65 kg a v témže roce vybojoval třetím místem na mistrovství světa účastnickou kvótu v pololehké váze na olympijské hry v Atlantě. V turecké nominaci na olympijské hry porazil Hüseyina Özkana, ale do Atlanty si nepřivezl optimální formu. Vypadl v úvodním kole s Jihokorejcem I Song-hunem.
Od roku 1997 přešel kvůli Özkanovi do lehké váhy do 73 kg. S lehkou vahou koketoval již v roce 1996, ale výsledkově se neprosazoval. V roce 2000 se na olympijské hry v Sydney nekvalifikoval. Od roku 2001 se vrátil do pololehké váhy. V roce 2004 mu k nominaci na olympijské hry v Athénách pomohlo zranění Hüseyina Özkana. V Athénách startoval jako úřadující mistr Evropy a hned v úvodním kole vyprovodil z turnaje favorizovaného Francouze Larbi Benboudaouda na ippon technikou tani-otoši. V dalším kole však nestačil Bulhara Georgi Georgieva a skončil v poli poražených. Sportovní kariéru ukončil v roce 2006. Věnuje se trenérské práci.

## Výsledky
| Turnaj             | 1994           | 1995           | 1996           | 1997       | 1998       | 1999       | 2000       | 2001           | 2002           | 2003           | 2004           | 2005           | 2006           |
| Turnaj             | 18*            | 19*            | 20*            | 21*        | 22*        | 23*        | 24*        | 25*            | 26*            | 27*            | 28*            | 29*            | 30*            |
| Turnaj             | pololehká váha | pololehká váha | pololehká váha | lehká váha | lehká váha | lehká váha | lehká váha | pololehká váha | pololehká váha | pololehká váha | pololehká váha | pololehká váha | pololehká váha |
| ------------------ | -------------- | -------------- | -------------- | ---------- | ---------- | ---------- | ---------- | -------------- | -------------- | -------------- | -------------- | -------------- | -------------- |
| Olympijské hry     |                |                | úč.            |            |            |            | —          |                |                |                | úč.            |                |                |
| Mistrovství světa  |                | 3.             |                | úč.        |            | —          |            | —              |                | úč.            |                | úč.            |                |
| Mistrovství Evropy | —              | 3.             | 7.             | úč.        | —          | —          | úč.        | —              | —              | —              | 1.             | —              | úč.            |
| MS juniorů         | 3.             |                | 3.             |            |            |            |            |                |                |                |                |                |                |
| ME juniorů         | 1.             | úč.            | úč.            |            |            |            |            |                |                |                |                |                |                |